# 전주완산소방서
전주완산소방서(全州完山消防署, Jeonju Wansan Fire Station)는 전북특별자치도 전주시 완산구를 관할하는 전북특별자치도 소방본부 산하의 소방서이다.
소방서장은 소방정으로 보한다.

## 연혁
- 1996년 7월 27일: 완산소방서 개서
- 2005년 12월 30일: 전주완산소방서로 변경
- 2019년 1월 28일: 완주소방서 분리

## 조직
| - 소방행정과 - 소방행정계 - 예산장비계 | - 대응구조과 - 대응구조계 - 예방안전계 | - 현장기동단 - 지휘조사팀 |

## 관할센터 및 관할구역
전주완산소방서는 6개의 119안전센터와 1개의 구조대를 산하에 두고 있다.
| 명칭                     | 사진 | 주소                       | 관할구역                                                  | 지역대 |
| ------------------------ | ---- | -------------------------- | --------------------------------------------------------- | ------ |
| 효자119안전센터          |      | 전주시 완산구 거마평로 73  | 전주시 완산구 삼천1·2동, 중화산1·2동, 효자1·2·3동, 완산동 |        |
| 교동119안전센터          |      | 전주시 완산구 경기전길 183 | 전주시 완산구 동서학동, 풍남동 일부, 중앙동 일부          |        |
| 노송119안전센터          |      | 전주시 완산구 관선4길 38   | 전주시 완산구 노송동, 중앙동 일부, 풍남동 일부            |        |
| 평화119안전센터          |      | 전주시 완산구 평화로 105   | 전주시 완산구 평화1·2동, 서서학동                         |        |
| 서신119안전센터          |      | 전주시 완산구 전룡로 138   | 전주시 완산구 서신동                                      |        |
| 서부119안전센터          |      | 전주시 완산구 우전로 228   | 전주시 완산구 효자4동, 삼천3동 일부                       |        |
| 전주완산소방서 119구조대 |      | 전주시 완산구 거마평로 73  | 전북특별자치도 전주시 완산구                              |        |

## 같이 보기
- 대한민국 소방청
- 대한민국의 소방
- 소방관 계급